# Harcjáték (antológia)
A Harcjáték egy science fiction novelláskötet, amely a Szukits Könyvkiadó gondozásában jelent meg 1999-ben. A kiadvány Charles G. Waugh és Martin H. Greenberg Private Eye című, 1984-ben kiadott antológiájának magyar változata.

## Tartalma
1. Isaac Asimov: A Daloló Harang
2. Poul Anderson: A marsi koronaékszerek
3. Philip José Farmer: A Scarletin-ügy
4. Donald Westlake: Győzelem
5. Tom Reamy: A Detweiler fiú
6. Wilson Tucker: Az időfelvevő
7. Robert Silverberg: A határjáró
8. Philip K. Dick: Harcjáték
9. Larry Niven: KAR